# Maholi
Maholi är en ort i Indien.   Den ligger i distriktet Sītāpur och delstaten Uttar Pradesh, i den norra delen av landet, 300 km öster om huvudstaden New Delhi. Maholi ligger 151 meter över havet och antalet invånare är 19 343.
Terrängen runt Maholi är mycket platt. Runt Maholi är det tätbefolkat, med 947 invånare per kvadratkilometer. Det finns inga andra samhällen i närheten. Trakten runt Maholi består till största delen av jordbruksmark.